# Едіакарій
| Едіакарій                                                     |                                                            |
| Середня концентрація кисню (O2) впродовж періоду              | бл. 8 % (40 % від сучасного рівня)                         |
| Середня концентрація вуглекислого газу (CO2) впродовж періоду | бл. 4500 ppm (у 16 разів більше доіндустріального періоду) |

Едіакарій (венд, вендська система, вендський комплекс) — підрозділ верхнього протерозою, представлений комплексом пізньопротерозойських гірських порід, які лежать безпосередньо під породами кембрійської системи. Віковий інтервал — від 635 до приблизно 542,0±1,0 млн років тому, загалом тривавши 94—96 млн років. Період названий на честь пагорбів едіакара в Південній Австралії, назва пагорбів походить від слова «Ediacara» або «Idiyakra» з мови одного з аборигенних племен в районі хребта Фліндерс. Перш за все пагорби едіакара відомі залишками строматолітів та дикінсонії.
Багато вчених[хто?] вважають що перший вибух біорізноманіття був саме в едіакарському періоду, тому є припущення початок цього періоду називати Едіакарським Вибухом, або ж Псевдо-Вибух. Псевдо, тому що біорізноманіття — яке в більшості складалось з млинцеподібних безкісткових організмів — не було таким, як у Кембрії. У Кембрії з'являються черви, молюски, базальні головоногі та ортоцераси  і базальні ракоподібні.
Палеозоологічно та палеогеографічно едіакарій чітко відокремлений від рифею і кембрію, але більш тяжіє до раннього фанерозою, ніж до протерозою. Породи едіакарію простежені на всіх континентах. На території України гірські породи едіакарію поширені в межах Волино-Подільської плити, де представлені льодовиковими відкладами (тилітами) потужністю до 50 м, на яких залягає потужна, до 550 м, товщина вулканогенних порід, перекритих осадовими, переважно морськими, відкладами. У відкладах едіакарського періоду виявлено рештки давніх організмів і водоростей. Офіційну назву було затверджено Міжнародною спілкою геологічної науки в березні 2004 й оголошено в травні того ж року.
Відомий перш за все по реформації Форчун-Гед — мис, розташований приблизно за 1,6 км (0,99 милі) від міста Форчун на півострові Бурін, на південному сході Ньюфаундленду, представляє межу між докембрійськими періодами та кембрійським періодом, 538,8 мільйона років тому.

## Едіакарська фауна
Землю населяли м'якотілі істоти — перші з відомих і широко поширених багатоклітинних тварин. У відкладеннях цього періоду залишки живих організмів є рідкістю, тому що тоді ще не було організмів, що мали скелет, що дає редуцентам та природі швидко знищувати залишки організмів. Тим не менш у деяких місцезнаходженнях у формаціях збереглося немало відбитків м'якотілих істот.
|  |  |  |  |  |
|  |  |  |  |  |